# Taodeng
Taodeng (kinesiska: 陶邓乡, 陶邓) är en socken i Kina. Den ligger i den autonoma regionen Guangxi, i den södra delen av landet, omkring 100 kilometer nordost om regionhuvudstaden Nanning. Antalet invånare är 30261. Befolkningen består av 14 647 kvinnor och 15 614 män. Barn under 15 år utgör 24,0 %, vuxna 15-64 år 65 %, och äldre över 65 år 10,0 %.
Genomsnittlig årsnederbörd är 2 090 millimeter. Den regnigaste månaden är juni, med i genomsnitt 346 mm nederbörd, och den torraste är januari, med 46 mm nederbörd.